# Forestillingen om kærlighed
|  | Denne artikel er oprettet af botten Steenthbot ud fra en ekstern database. Den kan derfor have sproglige fejl eller mangler. Denne skabelon kan fjernes efter kontrol af indholdet. |

Forestillingen om kærlighed er en dansk dokumentarfilm instrueret af Zara Zerny.